# Geoffrey Keynes
Sir Geoffrey Geoffrey Langdon Keynes (25 mars 1887 à Cambridge – 5 juillet 1982 dans cette même ville) est un biographe britannique, chirurgien et universitaire britannique. 

## Biographie

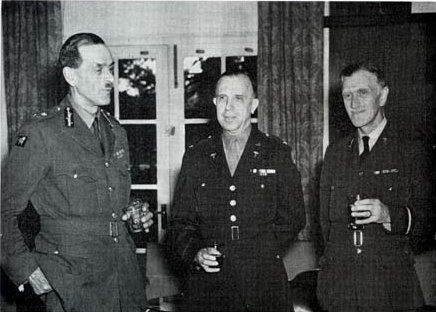
Image datant de la seconde guerre mondiale, montrant Keynes, à droite, avec les chirurgiens Max Page (à gauche) et le colonel Oramel H. Stanley.

Fils d'un économiste et professeur à Cambridge, John Neville Keynes et de Florence Ada Keynes et frère cadet de l'économiste John Maynard Keynes, il fait des études de médecine et devient chirurgien. Il met au point un appareil de transfusion portable pendant la Première Guerre mondiale qui lui vaudra plus tard d'être anobli. Pendant la Seconde Guerre mondiale, il est chirurgien au sein de la Royal Air Force et finira avec le grade d'Air Vice-Marshal.
Il consacre beaucoup de son temps à la littérature anglaise et à la science de la bibliographie, et écrit lui-même plusieurs biographies.
Il épouse en 1917 Margaret Elizabeth Darwin, petite-fille de Charles Darwin ; le couple a quatre enfants : Richard Darwin Keynes (1919-2010), Quentin Keynes (1921-2003), William Milo Keynes (1924-2009) et Stephen John Keynes (1927-2017).